# Dave Mullins
Dave Mullins (...) è un regista, sceneggiatore e animatore statunitense.

## Biografia
Dave Mullins ha iniziato a lavorare nel settore dell'animazione nel 1995 per i Walt Disney Animation Studios. Nel 1999 ha lavorato ai film Stuart Little - Un topolino in gamba e Fantasia 2000. Successivamente, ha lavorato a Monsters & Co., Alla ricerca di Nemo, Gli Incredibili - Una "normale" famiglia di supereroi, Cars - Motori ruggenti, Ratatouille e Up. Nel 2017 ha fatto il suo debutto alla regia con il cortometraggio Lou, grazie al quale ha ricevuto la sua prima candidatura al Premio Oscar. Nel 2021, ha fondato con Brad Booker la casa di produzione ElectroLeague. Nel 2024 ha vinto il Premio Oscar al miglior cortometraggio d'animazione per War Is Over! Inspired by the Music of John & Yoko.

## Filmografia

### Regista
- Lou (2017)
- War Is Over! Inspired by the Music of John & Yoko (2023)

### Sceneggiatura
- Lou, regia di Dave Mullins (2017)
- War Is Over! Inspired by the Music of John & Yoko, regia di Dave Mullins (2023)

### Animatore

#### Cinema
- Il grande Joe (Mighty Joe Young), regia di Ron Underwood (1998)
- Stuart Little - Un topolino in gamba (Stuart Little), regia di Rob Minkoff (1999)
- Fantasia 2000, regia di James Algar (1999)
- Monsters & Co. (Monsters, Inc.), regia di Pete Docter, Lee Unkrich e David Silverman (2001)
- Gli Incredibili - Una "normale" famiglia di supereroi (The Incredibles), regia di Brad Bird (2004)
- Cars - Motori ruggenti (Cars), regia di John Lasseter (2006)
- Ratatouille, regia di Brad Bird e Jan Pinkava (2007)
- Up, regia di Pete Docter e Bob Peterson (2009)
- Tracy, regia di Dan Scanlon (2009)
- Cars 2, regia di John Lasseter e Brad Lewis (2011)
- Ribelle - The Brave (Brave), regia di Mark Andrews, Brenda Chapman e Steve Purcell (2012)
- Inside Out, regia di Pete Docter (2015)
- Il viaggio di Arlo (The Good Dinosaur), regia di Peter Sohn (2015)
- Cars 3, regia di Brian Fee (2017)
- Coco, regia di Lee Unkrich (2017)
- Gli Incredibili 2 (Incredibles 2), regia di Brad Bird (2018)
- Soul, regia di Pete Docter (2020)

#### Televisione
- Thunder in Paradise - serie TV, 21 episodi (1994)
- Una vita da Dug (Dug Days) - serie TV, episodio 1x01 (2021)

#### Cortometraggi
- One Man Band, regia di Mark Andrews e Andrew Jimenez (2005)

#### Videogiochi
- Alien Trilogy (1996)

#### Videoclip
- Hunter - Björk (1998)

## Riconoscimenti
- Premio Oscar
  - 2018 - Candidatura al miglior cortometraggio d'animazione per Lou
  - 2024 - Miglior cortometraggio d'animazione per War Is Over! Inspired by the Music of John & Yoko